# ما کوه‌های خود هستیم
ما کوه‌های خود هستیم (به ارمنی Մենք ենք,մեր սարերը - به انگلیسی We Are Our Mountains)، یک بنای تاریخی در شمال استپاناکرت، پایتخت جمهوری آرتساخ می‌باشد.

## تاریخ
مجسمه که به نام مجسمه پدربزرگ و مادر بزرگ (به ارمنی տատիկ-պապիկ - به انگلیسی Grandma and Grandpa)، نیز معروف است نماد ملی مردم جمهوری آرتساخ است که در یکم نوامبر ۱۹۶۷ میلادی و با الهام از شعار ما کوه‌های خود هستیم و ما دشت‌های خود هستیم در تپه‌ای واقع در حومه شهر استپاناکرت ساخته شده‌است.
این مجسمه که نشان دهنده غرور و دلبستگی مردم آرتساخ نسبت به سرزمین خود است، تندیس یک زوج سالخورده ارمنی با لباس محلی مردم آرتساخ است. این مجسمه از سنگ توف قرمز و بر اساس طرح معماری یوری هاکوپیان و به دست مجسمه‌ساز برجسته ارمنی، سارگیس باغداساریان (مجسمه‌ساز) ساخته شده‌است.

## نگارخانه

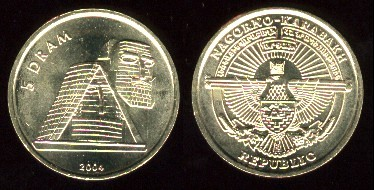
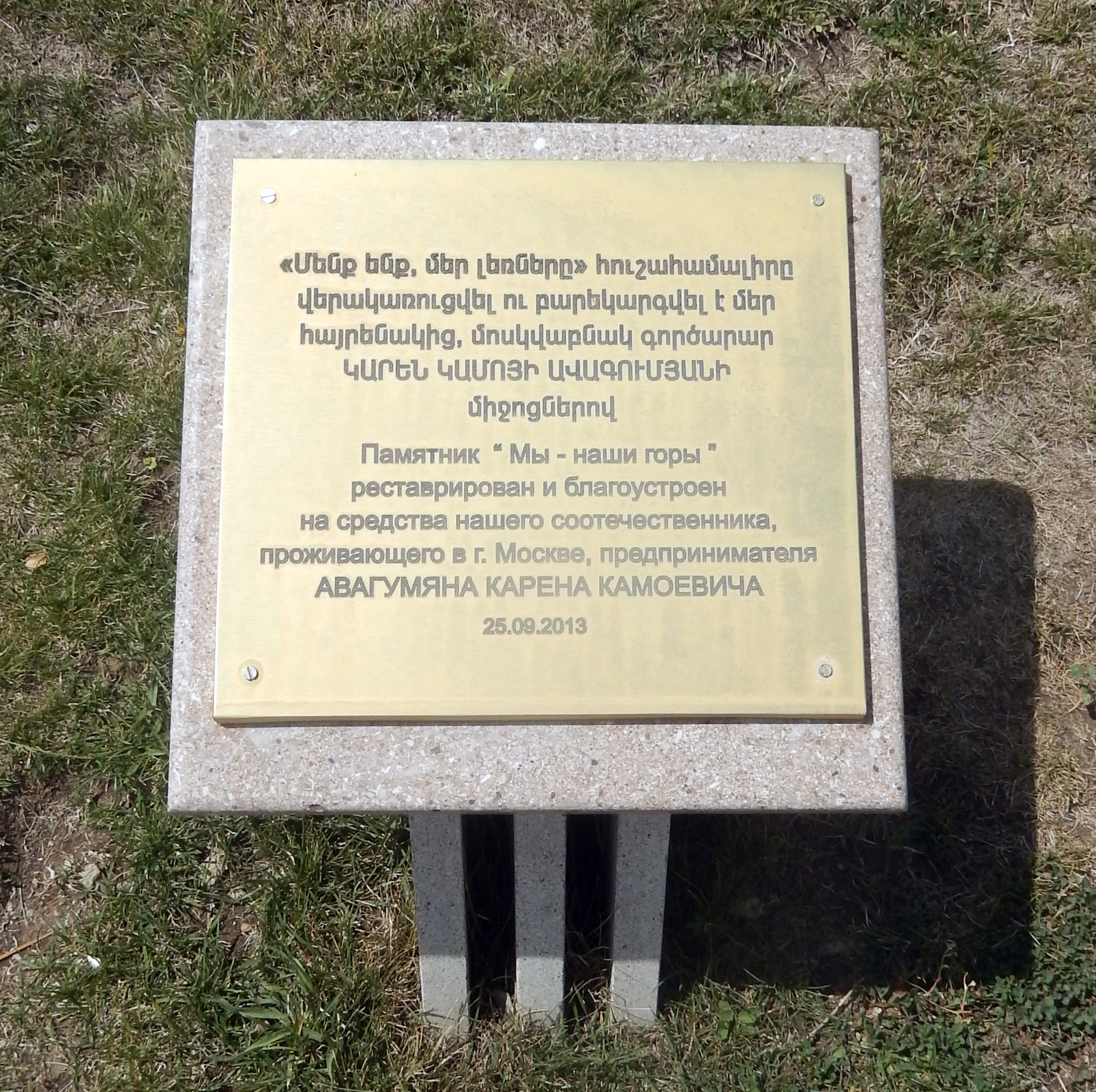